# Битва при Аклее
Битва при Аклее (сражение при Окли; англ. Battle of Aclea) — произошедшее в 851 году рядом с селением Аклея (вероятно, современный Окли в Бедфордшире) сражение между войском Уэссекса и викингами-данами. Битва завершилась победой уэссекцев, возглавлявшихся своим королём Этевульфом.
О битве при Аклее известно не очень много. Основной нарративный источник информации о ней — «Англосаксонская хроника», в которой сообщается:

«…Даны пришли на трёхстах пятидесяти кораблях в устье Темзы, разграбили Кентербери и Лондон, разбили мерсийского короля Беорхтвульфа с его ополчением и отправились на юг, через Темзу, в Суррей. Король Этельвульф и его сын Этельбальд сражались против них у Аклеи, убили там великое множество язычников — доселе мы о другом таком сражении не слышали — и победили.»
Битва при Аклее — один из редких случаев победы Уэссекса над викингами до эпохи правления короля Альфреда Великого. Эта победа уэссекцев приостановила вторжения викингов в Англосаксонскую Англию на ближайшие 15 лет.